# Desembarco de Playa Caracoles
El desembarco en la Playa Caracoles fue una operación liderada por el soldado y político dominicano Francisco Caamaño que tuvo lugar en la noche del 2 de febrero de 1973 y cuyo objetivo era iniciar un frente guerrillero contra el gobierno en República Dominicana de Joaquín Balaguer. Después de desplazarse a la cordillera central del país, el grupo de guerrilleros fue diezmado paulatinamente por fuerzas militares, el 16 de febrero Caamaño y algunos de sus compañeros fueron capturados y ejecutados sumariamente.

## Antecedentes
El coronel Francisco Caamaño se desempeñó como líder de la guerra civil en República Dominicana que tenía como objetivo regresar al poder al presidente Juan Bosch, derrocado en el Golpe de Estado en República Dominicana de 1963. El 28 de abril de 1965 dirigió la oposición a la invasión militar de los Estados Unidos y posteriormente ocupó la presidencia de República Dominicana entre el 3 de mayo y el 3 septiembre.
Desapareció el 23 de octubre de 1967 mientras ejercía como agregado militar en Londres, después de visitar al coronel Lachapelle Díaz, agregado militar en la embajada dominicana en La Haya, Países Bajos, y no regresar. Francisco Caamaño viajó a Cuba para entrenar y planear desembarcar en República Dominicana con grupo guerrillero en procura de derrocar al gobierno de Joaquín Balaguer.

## Desembarco
La noche del 2 de febrero de 1973 Caamaño desembarcó de la pequeña embarcación del Black Jak en Playa Caracoles, en la bahía de Ocoa de la provincia de Azua, procedente de Cuba y comandando a ocho guerrilleros con el propósito de iniciar un frente guerrillero contra el gobierno de Joaquín Balaguer.
Antes de ser detectados por las autoridades, el grupo se enfrentó a situaciones inesperadas, incluyendo la pérdida de equipos y pertrechos, además del extravío de uno de los miembros del grupo, Toribio Peña Jáquez, quien pudo llegar hasta la ciudad capital, Santo Domingo, y ponerse en contacto con algunas personas relacionadas con Caamaño. La columna se vio reducida a ocho hombres y avanzó hasta la cordillera central del país. Iniciaron maniobras defensivas después de ser detectados por las autoridades militares; uno de sus principales problemas para consolidarse fue la falta de alimento.
Luego de algunos enfrentamientos en los que fueron diezmados paulatinamente, el 16 de febrero Caamaño y algunos de sus compañeros fueron capturados y ejecutados sumariamente por órdenes del presidente Balaguer. El mismo día el Secretario de Estado de las Fuerzas Armadas, el contralmirante Ramón Emilio Jiménez; el mayor general Enríquez Pérez y Pérez y el brigadier Juan René Beauchamps Javier anunciaron la muerte del coronel Caamaño y mostraron su cuerpo a un reducido grupo de periodistas.
Dos de los guerrilleros sobrevivieron, Hamlet Hermann y Claudio Caamaño. El primero fue capturado y presentado ante la prensa, mientras que el segundo logró evadir la persecución, llegar a Santo Domingo y asilarse en la embajada de México. Entre 4 el 8 de junio de 1973 Claudio Caamaño ofreció los detalles relacionados con la expedición en una entrevista concedida en Ciudad de México al periodista Juan Bolívar Díaz y publicada en el periódico “Última Hora”.

## Integrantes
El grupo guerrillero estaba integrado por:
- Francisco Caamaño
- Hamlet Hermann Pérez
- Alfredo Pérez Vargas
- Claudio Caamaño Grullón
- Ramón Euclides Holguín Marte
- Juan Ramón Payero Ulloa
- Toribio Peña Jáquez
- Mario Nelson Galán Durán
- Heberto Giordano Lalane José